# AIM (EARTHSHAKERのアルバム)
『AIM』（エーアイエム）は、EARTHSHAKERの16枚目のオリジナル・アルバム。

## 概要
前作の『Faith』以来、約3年ぶりのアルバムである。また、DANGER CRUEレーベルに移籍後初のアルバムである。
80年代のサウンドを踏襲しているのが特徴である。
初回限定盤には、デビュー前のレア音源を収録したCDと、1980年と1981年に大阪BAHAMAで行ったライブ映像を収録したDVDが付属している。

## 収録曲

### DISC 1 CD（初回限定盤・通常盤共通）
1. TO・BI・RA
  - 作詞：西田昌史、作曲：石原慎一郎
2. The Same
  - 作詞：西田昌史、作曲：石原慎一郎
3. 遥か
  - 作詞・作曲：石原慎一郎
4. Sully
  - 作詞：天野月、作曲：石原慎一郎
5. 情熱の華
  - 作詞・作曲：西田昌史
6. 吐息
  - 作詞・作曲：石原慎一郎
7. Tomorrow
  - 作詞：甲斐貴之、作曲：石原慎一郎
8. 志
  - 作詞：西田昌史、作曲：石原慎一郎
9. 陽炎
  - 作詞・作曲：西田昌史
10. STARS HIGHWAY
  - 作詞・作曲：甲斐貴之
11. a wish
  - 作詞：西田昌史、作曲：石原慎一郎

### DISC 2 CD（初回限定盤のみ）
1. EARTHSHAKER (1982年 京都ワタナベ楽器REC)
2. 412 (1982年 京都ワタナベ楽器REC)
3. FUGITIVE (1982年 京都ワタナベ楽器REC)
4. I FEEL ALL SADNESS (1982年 京都ワタナベ楽器REC)
5. MARIONETTE (1981年 鈴鹿REC)
6. BLONDIE GIRL (1981年 鈴鹿REC)

### DISC 3 DVD（初回限定盤のみ）
1. STARS HIGHWAY (1980年8月 大阪BAHAMA)
2. イマージュ (1980年8月 大阪BAHAMA)
3. PHOENIX (1980年8月 大阪BAHAMA)
4. GET OUT (1980年8月 大阪BAHAMA)
5. Drum Solo (1980年後半 大阪BAHAMA)
6. BLACK MAGIC (1980年後半 大阪BAHAMA)
7. MARIONETTE (1980年後半 大阪BAHAMA)
8. LOCK UP (1980年後半 大阪BAHAMA)
9. みんなの歌 (1980年後半 大阪BAHAMA)
10. THE LONG WAY (1980年後半 大阪BAHAMA)
11. LOVE DREAMER (1980年後半 大阪BAHAMA)
12. SHINY DAY (1981年前半 大阪BAHAMA)
13. BYE BYE (1981年前半 大阪BAHAMA)